# Stubal (Vladičin Han)
Stubal (en serbe cyrillique : Стубал) est une localité de Serbie située dans la municipalité de Vladičin Han, district de Pčinja. Au recensement de 2011, elle comptait 1 115 habitants.
Stubal est officiellement classé parmi les villages de Serbie.

## Démographie

### Évolution historique de la population
| 1948  | 1953 | 1961 | 1971 | 1981 | 1991  | 2002  | 2011  |
| ----- | ---- | ---- | ---- | ---- | ----- | ----- | ----- |
| 1 028 | 957  | 785  | 646  | 815  | 1 008 | 1 113 | 1 115 |

|  |